# Eldin Adilović
Eldin Adilović (* 8. února 1986, Zenica) je bývalý bosenský fotbalový útočník hrající na pozici hrotového útočníka. Naposledy působil do roku 2017 v tureckém klubu Samsunspor.
V roce 2008 byl na testech v pražské Slavii. Ve třech přípravných duelech dal jednu branku, do kádru však vybrán nebyl. 9. ledna 2011 byl na testech v klubu polské Ekstraklasy Korona Kielce.

## Reprezentační kariéra
Eldin Adilović reprezentoval Bosnu a Hercegovinu. V bosenském reprezentačním A-mužstvu debutoval pod trenérem Fuadem Muzurovićem 15. prosince 2007 proti Polsku, kde nastoupil na hřiště v základní sestavě a hrál do 73. minuty (hrálo se v tureckém městě Antalya). Bosna a Hercegovina prohrála tento přátelský zápas 0:1.